# 孟加拉國性交易產業
賣淫，在孟加拉國是合法的並受到監管，但妓女必須登記並簽署一份宣誓書，聲明她們是自願選擇賣淫並且無法找到任何其他工作。孟加拉國的妓女經常遭受貧困和社會上的歧視。

## 政策與法律
賣淫在孟加拉國是合法的，但孟加拉國憲法規定“國家應努力防止賭博和賣淫”。不同法律的各項規定禁止兒童賣淫，強迫賣淫，招攬嫖客和管理無證妓院。
流浪法有時被用來對付妓女，她們被無限期地拘留在庇護所。2000年，孟加拉國高等法院裁定，拘留在妓院襲擊中被捕的100多名妓女是非法的，因賣淫是一種合法職業。警方定期鎮壓，特別是針對用於賣淫的酒店。

## 刑法
- 第290條 -（影響公眾健康，安全，便利，體面及道德的罪行）任何人如果在任何情況下觸犯本條例，即屬公害，須予罰款。
- 第364A條 - 任何綁架或誘拐任何未滿十歲的人以使該人可能或遭受奴役，將被處以死刑或終身監禁或監禁一段不得少於7年的刑期，可延長至14年。
- 第366A條 - 任何人，無論以何種方式，誘使任何未滿十八歲的未成年女童從任何地方出發或做任何行為，意圖是使這樣的女孩可能或知道她可能會被強迫或引誘與他人非法性交，應處以可延長至10年的監禁，並可處以罰款。

## 程度
當地非政府組織估計，在2008年妓女總人數達到10萬人。2016年艾滋病規劃署的估計數字為140,000。
該國有20個妓院村。 最大的是Daulatdia，擁有約1300名性工作者，是世界上最大的妓院之一。

## 兒童賣淫
孟加拉國的兒童賣淫現象十分廣泛，是一個嚴重的問題。大多數兒童賣淫都以妓院為主，在酒店房間，公園，鐵路和公交車站以及出租公寓中使用的兒童人數較少。
聯合國兒童基金會（兒童基金會）在2004年估計，該國有1萬名未成年女孩從事商業性性剝削，但其他估計數字則高達29,000人。
許多從事童工勞動的女孩，如在工廠工作和作為家庭傭工，都遭到強姦或性剝削;這些女孩受到高度污名化，其中許多人逃離這種虐待，但他們常常發現，生存式性行為是他們唯一可以接受的選擇 - 一旦涉及賣淫，她們就會變得更加邊緣化。
超過20,000名兒童出生並居住在孟加拉國18個登記的紅燈區。男孩一旦長大就會成為皮條客，女孩繼續從事母親的職業。這些女孩大多數在12歲之前進入這個行業。殘疾兒童和因洪水等自然災害而流離失所的兒童極易受到商業性性剝削。
當局通常無視合法女性賣淫的最低年齡18歲，經常被虛假的年齡陳述所規避;政府很少起訴未成年人的採購者。

## 人口販運
孟加拉國是遭受性販運的婦女和兒童的來源國，過境國和目的地國。為家務勞動而遷移的婦女和女孩特別容易受到虐待。一些通過孟加拉國招聘機構移民到黎巴嫩或約旦從事家務勞動的婦女被出售並運往敘利亞並進行性交易。一些婦女和兒童在印度和巴基斯坦遭受性交易。
自2017年8月以來，有近70萬羅興亞人逃出緬甸前往孟加拉國，孟加拉國擁有超過100萬無證羅興亞人，其中包括數十萬在過去幾十年逃離緬甸的人。羅興亞社區的無國籍地位和無法合法工作增加了他們對人口販運的脆弱性。據報導，羅興亞婦女和女孩從難民營招募來到私人住宅，賓館或旅館進行名義上的家務勞動，實際遭受性交易。據報告，羅興亞女孩還在孟加拉國境內運送到吉大港和達卡，並跨國運往加德滿都和加爾各答，並進行性交易。
未婚母親，孤兒以及正常家庭支助系統以外的其他人最容易遭受人口販運。政府腐敗極大地促進了販運過程。警察和當地政府官員經常忽視販賣婦女和兒童的商業性剝削行為，並且很容易被妓院老闆和皮條客賄賂。婦女和兒童在國內和國際上都被販運。
警方估計每年有超過15,000名婦女和兒童被偷運出孟加拉國。孟加拉國和尼泊爾是南亞被販運兒童的主要來源。孟加拉國婦女和女孩被迫進入印度，巴基斯坦，馬來西亞，阿聯酋和其他亞洲國家的妓院。
美國國務院監測和打擊販運人口辦公室將孟加拉國列為“二級觀察名單”國家。

## 販運的方法和技巧
憲法”規定，每個人都有權選擇自己的職業/行業。販運者利用貧困或尋求機會的人的脆弱性，強迫，誘惑，誘騙或出售未成年人和其他容易上當的人賣淫。他們讓他們在假法官模仿者面前執行宣誓書，聲稱他們已經按照自己的意願賣淫，而且他們年滿18歲。
販運形式包括假結婚，父母出售給提供工作的“叔叔”，拍賣妓院老闆或農民。